# Machina/The Machines of God
| 전문가 평가          | 전문가 평가 |
| 총 점수              | 총 점수     |
| 출처                 | 점수        |
| -------------------- | ----------- |
| 메타크리틱           | 66/100      |
| 평가 점수            |             |
| 출처                 | 점수        |
| AllMusic             | [ 4 ]       |
| Chicago Sun-Times    | [ 5 ]       |
| Entertainment Weekly | C+          |
| Los Angeles Times    | [ 7 ]       |
| NME                  | [ 8 ]       |
| Pitchfork            | 4.2/10      |
| Q                    | [ 10 ]      |
| Rolling Stone        | [ 11 ]      |
| Spin                 | 7/10        |
| The Village Voice    | C+          |

《Machina/The Machines of God》는 미국의 얼터너티브 록 밴드 스매싱 펌킨스의 다섯 번째 스튜디오 음반으로, 2000년 2월 29일, 버진 레코드에서 발매되었다. 이 음반은 드러머 지미 체임벌린의 복귀를 기념하는 콘셉트 음반으로, 2000년에 밴드가 해체되기 전까지 밴드의 마지막 공식 LP 발매를 목표로 했다. 후속 음반인 《Machina II/The Friends & Enemies of Modern Music》은 이후 인터넷을 통해 독립적으로 발매되었으며, 실제 버전에서는 매우 제한된 수량으로 발매되었다.
전임자인 《Adore》가 설립한 일렉트로닉 및 인더스트리얼 록 요소에 이어, 《Machina》는 다시 한 번 밴드의 팬층에 논란을 불러일으켰고, 이를 차트 1위로 연결하는 데 실패했다. 그러나 비교적 짧은 《Adore》 투어 이후, 체임벌린과 전 홀의 베이시스트 멜리사 아우프 데어 마우어와 함께한 새로운 라인업은 더 긴 국제 투어를 통해 밴드의 라이브 화신을 기타 중심의 하드 록 스타일로 되돌렸다.

## 배경
1998년 하반기에 《Adore》 투어가 끝난 후, 리드 싱어이자 기타리스트인 빌리 코건은 즉시 새로운 곡 작업을 시작했고, 그해 10월 초에 새로운 곡을 연주했다. 같은 달에 네 명의 원년 밴드 멤버들이 모여 지미 체임벌린이 다시 밴드에 합류하고, 그룹이 영구적으로 해체되기 전에 마지막 음반과 투어를 개최하기로 결정했다. "지미가 밴드에 무엇을 가져다주는지 알고 싶다면," 코건은 《Q》에게 "《Adore》와 이 새로운 음반을 연달아 들어보세요. 그것이 그 자체로 의미가 있습니다."라고 말했다. 2014년 8월 19일, 라이언 리스와의 인터뷰에 따르면, 코건은 "비틀즈가 《Sgt. Pepper's Lonely Hearts Club Band》와 함께 한 일을 생각했어요. 왜 우리는 정말 다른 종류의 음반을 만들 수 없을까요? 그래서 제 생각은 그것에 들어간 거예요."라고 설명했다.
코건은 뮤지컬 접근 방식과 함께 긴 콘셉트 음반을 구상했는데, 이는 밴드가 자신들의 과장된 버전을 연주한다는 아이디어를 바탕으로 한 것으로, 언론과 대중이 이를 바라보는 것처럼 보였다. 그는 나중에 "그 당시 우리가 미디어에서 묘사되는 방식으로 밴드가 만화 캐릭터가 되었고, 우리가 만화 캐릭터인 것처럼 행동하자는 생각이었다"라고 설명했다. 거기서부터 제로라는 록 스타 (코건의 공개적인 페르소나를 기반으로)가 하나님의 목소리를 듣고, 글래스로 이름을 바꾸고, 그의 밴드 이름을 메탈의 신으로 바꾸는 이야기가 구상되었다. 밴드의 팬들은 "고스트 칠드런"이라고 불렸다.
코건은 원래 《Machina》가 더블 음반이 되기를 원했지만, 버진 레코드는 《Adore》의 실망스러운 판매 이후에는 관심이 없었다.

## 곡 목록
모든 곡들은 빌리 코건에 의해 작사/작곡하였다.
| #   | 제목                             | 재생 시간 |
| --- | -------------------------------- | --------- |
| 1.  | 〈The Everlasting Gaze〉         | 4:00      |
| 2.  | 〈Raindrops + Sunshowers〉       | 4:39      |
| 3.  | 〈Stand Inside Your Love〉       | 4:14      |
| 4.  | 〈I of the Mourning〉            | 4:37      |
| 5.  | 〈The Sacred and Profane〉       | 4:22      |
| 6.  | 〈Try, Try, Try〉                | 5:09      |
| 7.  | 〈Heavy Metal Machine〉          | 5:52      |
| 8.  | 〈This Time〉                    | 4:43      |
| 9.  | 〈The Imploding Voice〉          | 4:24      |
| 10. | 〈Glass and the Ghost Children〉 | 9:56      |
| 11. | 〈Wound〉                        | 3:58      |
| 12. | 〈The Crying Tree of Mercury〉   | 3:43      |
| 13. | 〈With Every Light〉             | 3:56      |
| 14. | 〈Blue Skies Bring Tears〉       | 5:45      |
| 15. | 〈Age of Innocence〉             | 3:55      |

## 인증
| 국가                                                  | 인증     | 판매량/출하량 |
| ----------------------------------------------------- | -------- | ------------- |
| 오스트레일리아 (ARIA)                                 | 골드     | 35,000^       |
| 캐나다 (뮤직 캐나다)                                  | 플래티넘 | 100,000^      |
| 프랑스 (SNEP)                                         | 골드     | 100,000*      |
| 일본 (RIAJ)                                           | 골드     | 100,000^      |
| 뉴질랜드 (RMNZ)                                       | 골드     | 7,500^        |
| 영국 (BPI)                                            | 실버     | 60,000^       |
| 미국 (RIAA)                                           | 골드     | 500,000^      |
| *판매량을 기반으로 한 인증 ^출하량을 기반으로 한 인증 |          |               |